# Switlana Serbina
Switlana Serbina (ukrainisch Світлана Сербіна, * 2. Mai 1980 in Saporischschja) ist eine ehemalige ukrainische Wasserspringerin. Sie sprang im 10-m-Turm- und Synchronspringen, nahm an zwei Olympischen Spielen teil und feierte im Jahr 1998 mit Gold bei der Weltmeisterschaft ihren größten sportlichen Erfolg.
Serbina nahm im Jahr 1996 in Atlanta erstmals an den Olympischen Spielen teil. Sie erreichte vom 10-m-Turm im Halbfinale Rang 14. Bei der Europameisterschaft 1997 in Sevilla gewann sie mit Bronze vom Turm ihre erste internationale Medaille. Im folgenden Jahr gelang ihr ihr größter Erfolg. Bei der Weltmeisterschaft 1998 in Perth gewann sie im 10-m-Synchronspringen zusammen mit Olena Schupina Gold. Bei den Olympischen Spielen 2000 in Sydney schied sie vom Turm als 32. des Vorkampfs aus.
Serbina beendete nach den Olympischen Spielen 2000 ihre aktive Karriere.